# آلوئیس برونر
آلوئیس برونر (Alois Brunner — La haine irréductible؛ زادهٔ ۸ آوریل ۱۹۱۲) افسر ارشد عضو اِس‌اِس و عضو ستاد فرماندهی آدولف آیشمان در «اداره امور مربوط به یهودیان» بود.
او در اجرای "راه حل نهایی" آدولف هیتلر که هدف از آن قتل عام یهودیان بود نقش کلیدی داشته‌است.

## جنگ جهانی دوم
وی در فرستادن ۱۳۰٬۰۰۰ یهودی به اردوگاه‌های کار اجباری آلمان نازی و اتاق‌های گاز نقش اجرایی داشت.
او مسئول اردوگاه درانسی در منطقه‌ای خارج از پاریس بود که در آنجا یهودیان فرانسه را قبل از فرستادن به اردوگاه‌های مرگ جمع می‌کردند. برآورد می‌شود که ۳۴۵ کودک در میان قربانیان او بودند.

## زندگی در سوریه
پس از پایان جنگ جهانی دوم، در دهه ۱۹۵۰، برونر به سوریه گریخت و در پوشش حمایت دولت سوریه، با نام مستعار «جورج فیشر» در دمشق زندگی می‌کرد؛ بنابراین تمام تلاش‌ها برای دستگیری و قتل وی نافرجام ماند. او در طی این زمان به عنوان مشاور دولت در روش‌های شکنجه فعال بوده‌است. دولت سوریه همواره پناه دادن به او را رد می‌کرده است. برونر در طول اقامت طولانی‌اش در سوریه، پناهندگی، حقوق و حمایت سخاوتمندانه توسط حزب حاکم بعث در ازای توصیه‌های او در مورد روش‌های مؤثر شکنجه و بازجویی مورد استفاده آلمانی‌ها در جنگ جهانی دوم دریافت کرد.

### سوء قصد
در سوریه، آلوئیس برونر حداقل دو بار در سال‌های ۱۹۶۱ و ۱۹۸۰ توسط موساد مورد سوءقصد قرار گرفت. در یکی از سوءقصدها، بر اثر بازکردن بمبِ‌نامه‌ای، یک چشم و سه انگشتش را از دست داد.

## دادرسی
او در سال ۲۰۰۱ در دادگاهی در فرانسه به صورت غیابی به حبس ابد محکوم شد.

## ابداعات
گفته می‌شود او ابداع‌کننده یکی از ابزارهای شکنجه به نام «صندلی آلمانی» بوده‌است. تمامی اجزای این صندلی متحرک بوده، به‌طوری‌که پس از نشاندن زندانی روی آن، بدن وی در جهات مختلف به حرکت درآمده و منجر به شکستن ستون فقرات قربانی می‌شود.

## مرگ
پس از آنکه مقامات سوریه او را کنار گذاشتند، او زندگی بسیار سختی را گذراند. در دسامبر ۲۰۱۴ میلادی، اعلام شد که وی در سال ۲۰۰۱ در ۸۹ سالگی پس از گذراندن یک دهه حبس در زیرزمینی مخروبه در دمشق درگذشته‌است.